# Leptobrachium gunungense
Leptobrachium gunungense és una espècie d'amfibi que viu a Malàisia.